# ITV (entreprise)
Pour les articles homonymes, voir ITV.
Il ne faut pas confondre ITV Network le réseau composé de quinze chaînes régionales et ITV, issu de la fusion de Carlton et Granada, qui est le groupe audiovisuel contrôlant onze de ces quinze chaînes.
ITV (anciennement Independent Television; litt. « Télé indépendante ») est un groupe audiovisuel britannique contrôlant onze des quinze chaînes régionales composant le réseau ITV Network. Bien que ITV ait une influence dominante sur ITV network, il convient de noter qu'il ne possède pas et ne contrôle pas réellement le réseau entier.

## Histoire
ITV, cotée à la bourse des valeurs de Londres, a été créée le 2 février 2004 par la fusion de Granada et de Carlton Communications. Granada était évaluée à environ le double de la valeur de Carlton. C'était l'étape la plus récente dans un long processus des fusions entre les concessions régionales originales d'ITV.
En mai 2014, ITV acquiert 80 % de Leftfield Entertainment, une entreprise de production américaine, pour 360 millions de dollars,,.
En mars 2015, ITV acquiert pour au moins 500 millions d'euros Talpa Media, entreprise de production spécialisée dans la télé réalité connue pour Big Brother, The Voice ou Fear Factor (en),,.

## Principaux actionnaires
Au 23 janvier 2020 :
| Liberty Global                                   | 9,90 % |
| Capital Research & Management (Global Investors) | 7,46 % |
| Threadneedle Asset Management                    | 5,08 % |
| Brandes Investment Partners                      | 4,21 % |
| Artemis Investment Management                    | 3,08 % |
| J.O. Hambro Capital Management                   | 2,91 % |
| JPMorgan Asset Management                        | 2,84 % |
| Jupiter Asset Management                         | 2,67 % |
| BlackRock Investment Management                  | 2,63 % |
| Capital Research & Management (World Investors)  | 2,31 % |

## Identité visuelle (logo)

septembre 1989 - octobre 1998
octobre 1998 - janvier 2006
novembre 2005 - janvier 2013
janvier 2013 - février 2024

## Activités

### Les chaînes britanniques nationales
En 2005, ITV édite trois chaînes de télévision :
- ITV est le réseau privé britannique le plus populaire. Il est constitué de quinze stations régionales. ITV a été fondé le 22 septembre 1955.
- ITV2, créée en 1998, est une chaîne destinée aux jeunes. Elle est diffusée sur le câble, par satellite et par télévision numérique terrestre.
- ITV3 a été créée le 1er novembre 2004, elle propose des séries tv anciennes. Elle est diffusée sur le câble, par satellite et par télévision numérique terrestre.
- ITV4 a été créée le 1er novembre 2005 et est destinée à un public masculin. Elle est diffusée sur le câble, par satellite et par télévision numérique terrestre.
- CITV, créée en mars 2006.
- The Zone, créée en novembre 2011 mais n’est plus diffusé aujourd’hui.

ITV News Channel était une chaîne d'information en continu. Elle était diffusée sur le câble, par satellite et par télévision numérique terrestre. ITV News Channel s'est arrêtée le 23 décembre 2005 à 18 heures.
ITV Play a été créée en avril 2006 mais est arrêtée en mars 2007.
Les chaînes thématiques édités par ITV sont en fait du ressort d’ITV digital channels, créée en 1996 sous le nom de Granada Sky Broadcasting.

### Les chaînes britanniques régionales
En 2005, les quinze stations régionales sous franchise d'ITV sont :
- Stations faisant partie du groupe ITV pour la diffusion en Angleterre, en Écosse, l'Île de Man et au Pays de Galles:
  - Anglia Television : Est de l'Angleterre
  - Border Television : Frontière Angleterre-Écosse et Île de Man
  - Carlton Television (en semaine) et London Weekend Television (le week-end): la franchise de Londres et alentours, aussi nommé ITV London.
  - Central Independent Television : Midlands
  - Granada Television :  Nord-ouest de l'Angleterre
  - HTV (« Harlech Television »), 2 réseaux : Pays de Galles (HTV-Cymru/Wales, à Cardiff) et Ouest de l'Angleterre (HTV West, à Bristol)
  - Meridian Broadcasting : Sud et sud-est de l'Angleterre
  - Tyne Tees Television : Nord-est de l'Angleterre
  - Westcountry Television : Sud-ouest de l'Angleterre
  - Yorkshire Television : Yorkshire/Lincolnshire et alentours.
- Stations faisant partie du Scottish Media Group pour la diffusion en Écosse:
  - Scottish Television
  - Grampian
- Channel Television pour la diffusion dans les Îles Anglo-Normandes
- Ulster Television (UTV) pour la diffusion en Irlande du Nord

### Autres intérêts
- GMTV (75 %) une société de production d'émissions pour la tranche horaire 06h00-09h25 sur la même chaîne que ITV.